# Espariz
Espariz is een plaats (freguesia) in de Portugese gemeente Tábua en telt 759 inwoners (2001).